# Científico

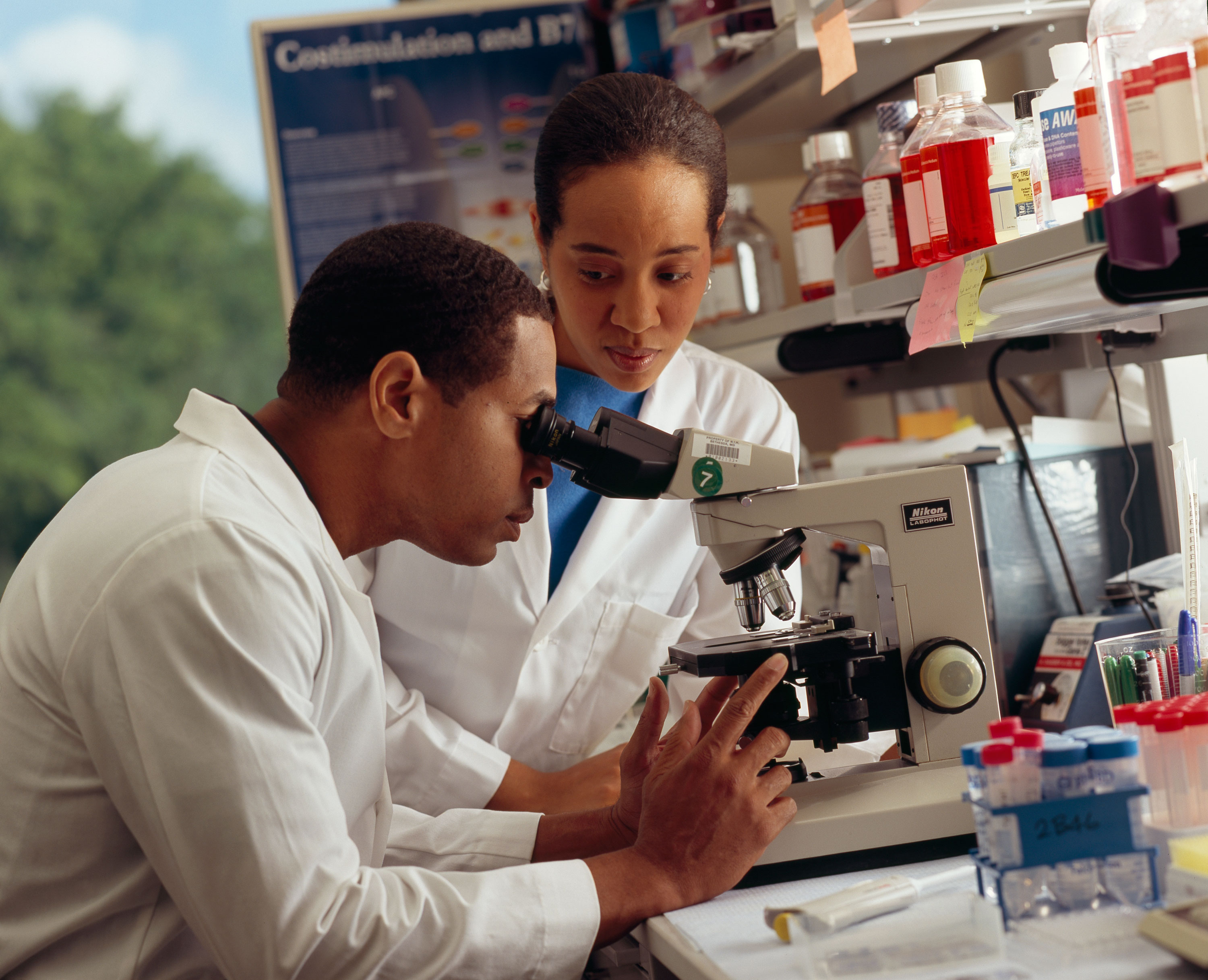
Científicos analizando muestras a través de un microscopio.

Un científico (del latín scientificus, y a su vez de scientia, 'conocimiento' y -fic, raíz apofónica de facis, 'hacer') es una persona que participa y realiza una actividad sistemática para generar nuevos conocimientos en el campo de las ciencias (tanto naturales como sociales), es decir, que realiza investigación científica. El término fue acuñado por el británico William Whewell en 1833.
En un sentido más restringido, un científico es una persona que utiliza el método científico. Puede ser experta en una o más áreas de la ciencia.

## Profesión

### Educación
En los tiempos modernos, muchos científicos profesionales se forman en un entorno académico (por ejemplo, universidades e institutos de investigación), principalmente al nivel de las escuelas de posgrado. Al finalizar, normalmente obtendrían un título académico, siendo el título más alto un doctorado, como un Doctor en Filosofía(PhD). Aunque la educación de posgrado para científicos varía entre instituciones y países, algunos requisitos de capacitación comunes incluyen especializarse en un área de interés, publicar resultados de investigación en revistas científicas revisadas por pares y presentarlas en conferencias científicas, dar conferencias o enseñar, y defender una tesis (o disertación) durante un examen oral. Para ayudarlos en este esfuerzo, los estudiantes graduados a menudo trabajan bajo la guía de un mentor, generalmente un científico sénior, que puede continuar después de completar sus doctorados en los que trabajan como investigadores postdoctorales.

En la academia de los países occidentales, un científico es definido como una persona con título en educación superior (Doctorado), varios años de experiencia profesional como investigador entrenado y creativo, un factor de impacto en investigación, cantidad y calidad de publicaciones, número de artículos referenciados, membresía en academias científicas y número de patentes.
Rodolfo Llinás, 1996

### Carrera
Después de completar su formación, muchos científicos siguen carreras en una variedad de entornos y condiciones laborales. En 2017, la revista científica británica Nature publicó los resultados de una encuesta a gran escala de más de 5.700 estudiantes de doctorado en todo el mundo, preguntándoles en qué sectores de la economía les gustaría trabajar. Un poco más de la mitad de los encuestados querían para seguir una carrera en el mundo académico, con proporciones más pequeñas que esperan trabajar en la industria, el gobierno y entornos sin fines de lucro.
Los científicos jamás están motivados para trabajar de varias formas. Muchos son obligados a comprender por qué el mundo es como lo vemos y cómo llegó a ser. Exhiben una gran curiosidad por la realidad. Otras motivaciones son el reconocimiento por parte de sus compañeros y el prestigio. El Premio Nobel, un prestigioso premio ampliamente considerado, se otorga anualmente a quienes han logrado avances científicos en los campos de la medicina, la física, la química y la economía.
Algunos científicos tienen el deseo de aplicar el conocimiento científico en beneficio de la salud de las personas, las naciones, el mundo, la naturaleza o las industrias (científico académico y científico industrial). Los científicos tienden a estar menos motivados por la recompensa financiera directa por su trabajo que otras carreras. Como resultado, los investigadores científicos a menudo aceptan salarios promedio más bajos en comparación con muchas otras profesiones que requieren una cantidad similar de capacitación y calificación.[cita requerida]
Aunque ha habido excepciones, la mayoría de los científicos tienden a hacer su mejor investigación cuando son relativamente jóvenes, en sus 30 años.[cita requerida]

#### Intereses de investigación
Entre los científicos se encuentran los experimentadores, que realizan principalmente experimentos para probar hipótesis, y los teóricos, que desarrollan principalmente modelos para explicar los datos existentes y predecir nuevos resultados. Existe un continuo entre dos actividades y la división entre ellas no está clara, con muchos científicos realizando ambas tareas.
Quienes consideran la ciencia como una carrera a menudo buscan otras fronteras. Entre ellas se encuentran la cosmología y la biología, especialmente la biología molecular y el proyecto del genoma humano. Otras áreas de investigación activa incluyen la exploración de la materia a la escala de partículas elementales descritas por la física de partículas y la ciencia de materiales, que busca descubrir y diseñar nuevos materiales. Aunque ha habido descubrimientos notables con respecto a la función cerebral y los neurotransmisores, la naturaleza de la mente y el pensamiento humano aún sigue siendo desconocida.

## Distribución demográfica

### Por país
El número de científicos es muy diferente de un país a otro. Por ejemplo, solo hay cuatro científicos a tiempo completo por cada 10,000 trabajadores en la India, mientras que este número es 79 para el Reino Unido y 85 para los Estados Unidos.
| - Nigeria: 1 - Indonesia: 1 - Malasia: 2 - Tailandia: 2 - Bangladés: 2 - Pakistán: 3 | - India: 4 - Kenia: 6 - Chile: 7 - Brasil: 14 - Egipto: 14 | - Emiratos Árabes Unidos: 15 - Arabia Saudita: 15 - China: 18 - Sudáfrica: 20 - Nueva Zelanda: 35 | - España: 54 - Rusia: 58 - Francia: 68 - Australia: 69 - Alemania: 70 - Italia: 70 | - Canadá: 73 - Reino Unido: 79 - Japón: 83 - Estados Unidos: 85 - Israel: 140 |

#### Estados Unidos
Según la Fundación Nacional de Ciencias, 4,7 millones de personas con títulos en ciencias trabajaron en Estados Unidos en 2015, en todas las disciplinas y sectores laborales. La cifra incluía el doble de hombres que de mujeres. De ese total, el 17 % trabajaba en la academia, es decir, en universidades e instituciones de pregrado, y los hombres ocupaban el 53 % de esos puestos. El 5 % de los científicos trabajaba para el gobierno federal y alrededor del 3,5 % eran autónomos. De los dos últimos grupos, dos tercios eran hombres. El 59 % de los científicos en Estados Unidos estaban empleados en la industria o los negocios, y otro 6 % trabajaba en puestos sin fines de lucro.

### Por género
Las estadísticas científicas y de ingeniería suelen estar entrelazadas, pero indican que las mujeres ingresan al campo mucho menos que los hombres, aunque esta brecha se está reduciendo. El número de doctorados en ciencias e ingeniería otorgados a mujeres aumentó de un mero 7 por ciento en 1970 a un 34 por ciento en 1985 y solo en ingeniería el número de títulos de licenciatura otorgados a mujeres aumentó de sólo 385 en 1975 a más de 11 000 en 1985 [cita requerida]

## Científicos por ramas del saber

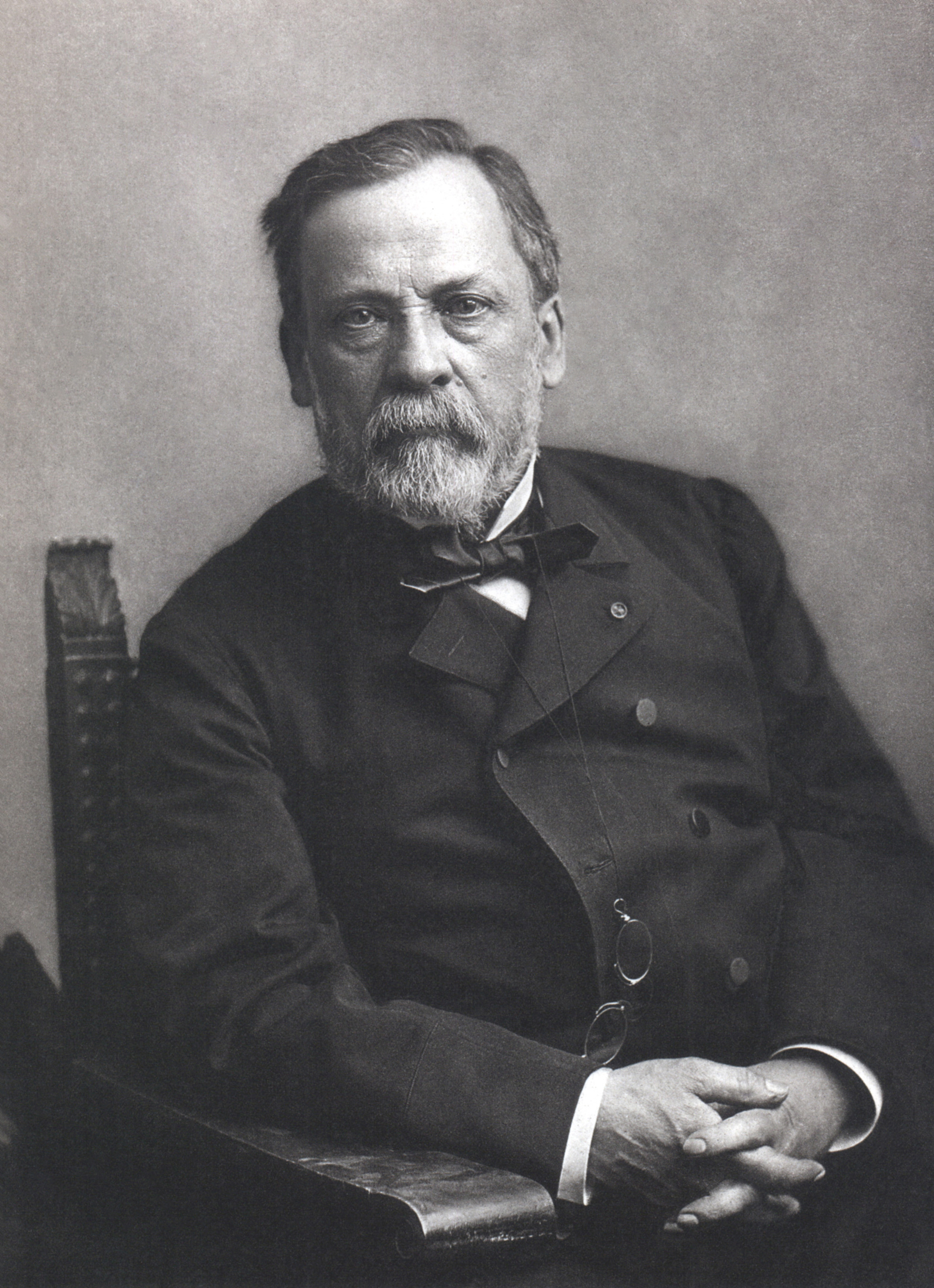
Retrato de Louis Pasteur en su vejez.

### Por especialización

#### Ciencias naturales

##### Ciencias físicas
| - Químico - Agroquímica - Astroquímica - Biofisicoquímica - Bioquímica clínica - Electroquímica - Estereoquímica - Farmacología - Femtoquímica - Fisicoquímica - Geoquímica - Química analítica - Química de la atmósfera - Química computacional - Química cuántica - Química del estado sólido - Química estructural - Química inorgánica - Química medicinal - Química nuclear - Química orgánica - Química organometálica - Química sostenible - Química supramolecular - Química teórica - Termoquímica | - Ciencias de la Tierra - Astrogeología - Biogeoquímica - Climatología - Dendroarqueología - Dendrología - Edafología - Espeleología - Gemología - Geoarqueología - Geobiología - Geografía - Geología - Geomicrobiología - Geomorfología - Geofísica - Glaciología - Hidrogeología - Hidrología - Hidrometeorología - Limnología - Meteorología - Mineralogía - Oceanografía - Paleoclimatología - Paleoecología - Paleogeología - Paleosismología - Palinología - Petrología - Sedimentología - Sismología - Vulcanología | - Físico - Agrofísica - Astrofísica - Física de la atmósfera - Física atómica - Biofísica - Física química - Física computacional - Cosmología - Física de la materia condensada - Ingeniería física - Física de la materia - Física molecular - Física nuclear - Física de partículas - Física de polímeros - Psicofísica - Física cuántica - Física teórica | - Astrónomo - Ciencias planetarias - Ciencia espacial - Cosmología |

##### Ciencias de la vida
| - Biólogo - Acarología - Aerobiología - Anatomía - Aracnología - Bacteriología - Bioclimatología - Bioinformática - Biotecnología - Bioarqueología - Bioquímica - Biolingüística - Biofísica - Bioestadística - Botánica - Biología celular - Biología cognitiva - Biología computacional - Biología cuántica | - - Biología de la conservación - Biología de las poblaciones - Biología del desarrollo - Biología estructural - Biología evolutiva - Biología humana - Biología integrativa - Biología marina - Biología matemática - Biología médica - Biología molecular - Cronobiología - Dendrocronología - Ecología - Ecología del comportamiento humano - Electrofisiología - Embriología - Endocrinología - Entomología - Epidemiología | - - Esclerocronología - Etología - Genética - Hematología - Herbocronología - Herpetología - Histología - Icnología - Ictiología - Inmunología - Lepidopterología - Mastozoología - Microbiología - Micología - Neuroendocrinología - Neurociencia - Ornitología - Osteología - Paleoantropología - Paleobotánica | - - Paleobiología - Paleontología - Paleopatología - Parasitología - Patología - Fisiología - Fitopatología - Primatología - Radiobiología - Sociobiología - Toxicología - Virología - Zoología |

#### Ciencias sociales
| - Antropólogo - Arqueología - Antropología biológica - Antropología cultural - Ciencias de la comunicación - Criminología - Demografía - Economía - Lingüística - Ciencias de administración y gestión - Economía política - Ciencia política | - Psicólogo - Psicología anormal - Conductismo - Psicobiología - Psicología clínica - Psicología cognitiva - Psicología comparada - Psicología del desarrollo - Psicología educativa - Psicología evolucionista - Psicología experimental - Psicología forense - Psicología de la salud - Psicología del trabajo y de las organizaciones - Psicología médica - Neuropsicología - Psicofarmacología - Psicología social - Psicología del deporte - Sociólogo |

#### Ciencias formales
| - Informático teórico - Científico informático - Ciencia de datos - Matemático - Álgebra abstracta - Análisis matemático - Geometría - Lógica matemática - Probabilidad - Estadística - Topología - Científico de sistemas |

#### Ciencias aplicadas
| - Agricultura - Física aplicada - Física de la salud - Física médica - Ciencias ambientales - Bromatología - Investigación médica - Ingeniería física - Kinesiología - Ciencia militar - Nutrición - Investigación de operaciones |

#### Ciencias interdisciplinarias
| - Ciencia de materiales - Biología matemática - Química matemática - Economía matemática - Física matemática - Sociología matemática |

### Por empleador
- Académico
- Científico independiente
- Científico en ciencias aplicadas
- Científico en ciencia ciudadana
- Científico gubernamental

## Científicos y matemáticos

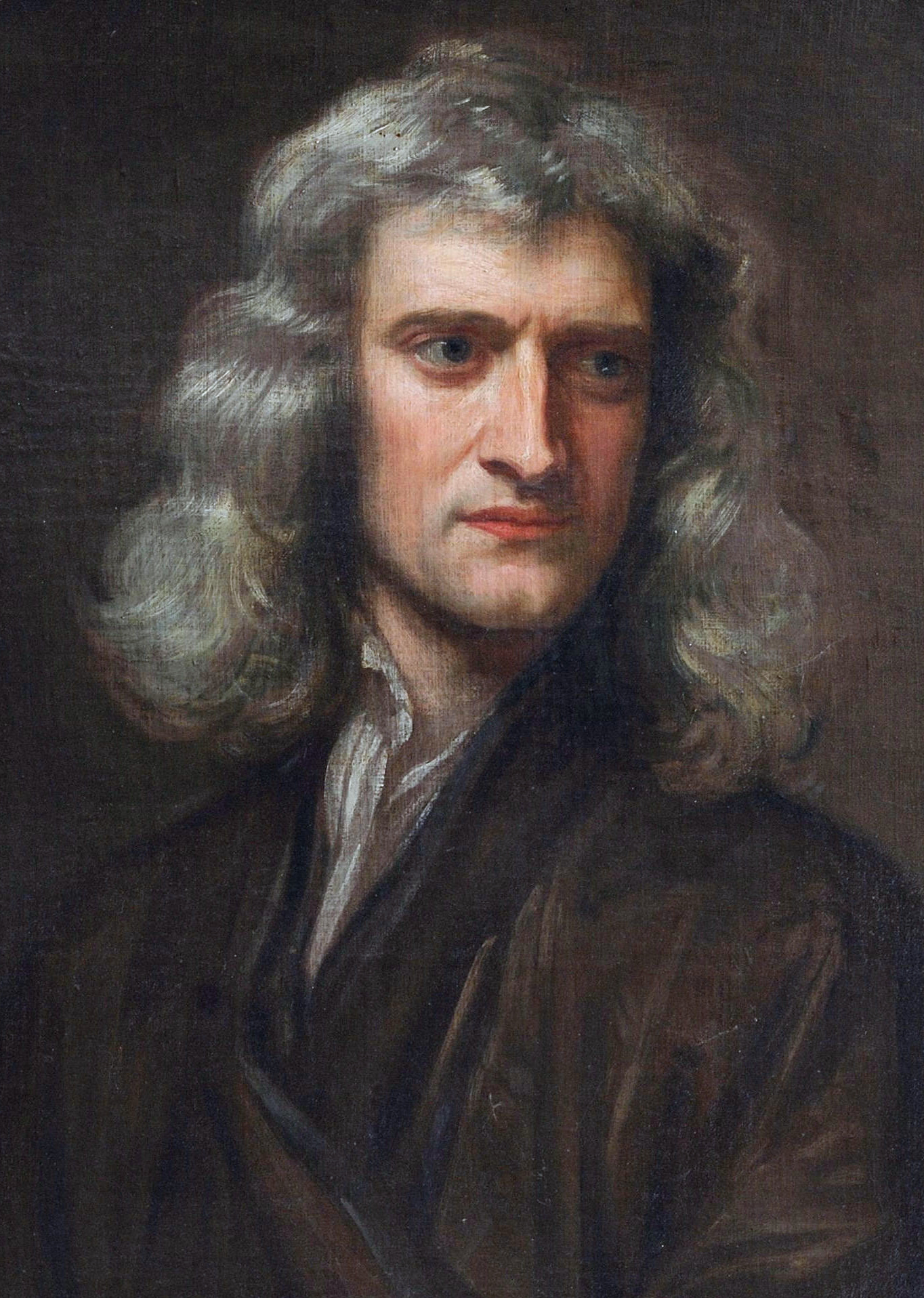
Isaac Newton (1689)

Algunas personas[¿quién?] no consideran a los matemáticos como científicos, dado que en general no se valen de los pasos del método científico para realizar descubrimientos matemáticos y, a su vez, el método científico no es válido para probar resultados matemáticos. De todas formas, debido a la relación íntima entre las matemáticas y las ciencias, se incluye aquí a los matemáticos en la lista de científicos. Esta distinción entre matemáticos y -científicos solo comenzó a plantearse en el siglo XX.
Por otro lado Carl Friedrich Gauss definió a la matemática como la reina de les ciències («reina de la ciencia»).
Las opiniones de los matemáticos sobre esto son variadas. Muchos consideran[¿quién?] que llamar a su campo ciencia es minimizar la importancia de su perfil estético, además supone negar su historia dentro de las siete artes liberales. Otros consideran[¿quién?] que hacer caso omiso de su conexión con las ciencias supone ignorar la evidente conexión entre la matemática y sus aplicaciones en la ciencia y la ingeniería, que ha impulsado considerablemente el desarrollo de la matemática. Otro asunto de debate, que guarda cierta relación con el anterior, es si la matemática fue creada (como el arte) o descubierta (como la ciencia). Este es uno de los muchos temas de incumbencia de la filosofía de las matemáticas.

## Científicos frente a ingenieros

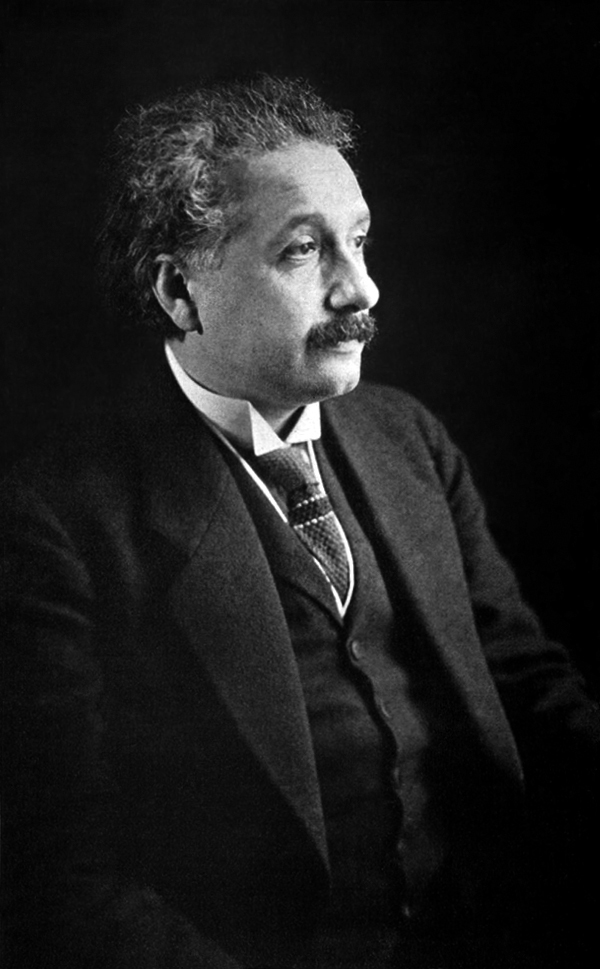
Albert Einstein, uno de los científicos más conocidos del.

El científico Alan Turing es considerado padre de la inteligencia artificial. El ingeniero Willis Haviland Carrier fue el inventor del primer aire acondicionado.
La ciencia es el conocimiento basado en hechos observados y de las verdades probadas, dispuestos en un sistema ordenado que se pueden validar y comunicar a otras personas en el caso de las ciencias naturales. La ingeniería es la aplicación creativa de los principios científicos, utilizados para planificar, construir, dirigir, guiar, administrar o trabajar en los sistemas para mantener y mejorar nuestra vida diaria.[cita requerida]
Sin embargo, hay muchos casos de logros importantes que se hacen en ambos campos por la misma persona. Cuando un científico tiene también una formación de ingeniería, o viceversa, el mismo individuo explora los principios de la naturaleza para resolver problemas y diseña nuevas tecnologías. Los científicos a menudo realizan algunas tareas de ingeniería, como es el caso del diseño de equipos experimentales y la construcción de prototipos; algunas de tales tareas las hacen los propios ingenieros, con formación en investigación científica.
Peter Debye obtuvo un título en ingeniería eléctrica y un doctorado en física antes de finalmente ganar un Premio Nobel de Química. Del mismo modo, Paul Dirac, uno de los fundadores de la mecánica cuántica, comenzó su carrera académica como ingeniero eléctrico para luego dedicarse a la matemática y la física teórica. Claude Shannon, ingeniero electrónico y matemático, fue el fundador de la moderna teoría de la información.
Algunos ejemplos de ramas del conocimiento que entremezclan la ingeniería con las ciencias: Ingeniería Física, Ingeniería biotecnológica, bioingeniería, biomédica, genética, mecánica, eléctrica, electrónica, química y sector aeroespacial, los ingenieros están a menudo a la vanguardia de la investigación científica de los fenómenos y materiales nuevos.